# Eerste klasse 1971-72 (basketbal België)
Het seizoen 1971-1972 was de 25e editie van de hoogste basketbalcompetitie.
Het speelschema over 32 wedstrijden bleef van kracht, eerst liep de reguliere competitie over 22 speeldagen waarna de bovenste 6 met behoud van punten voor de titel speelden, de laatste zes voor de degradatie.
Bus Fruit Lier behaalde een tweede landstitel.
BC Oostende  en Hyfima Wilrijk waren de nieuwkomers. BC Oostende ontstond uit een fusie tussen VG Oostende en AS Oostende 

## Naamswijzigingen
- BC Oostende werd Sunair BBC
- Hyfima Wilrijk werd Eural Wilrjk
- Athlon Ieper werd Beaulieu Ieper

## Fusie
- Dits Pitzemburg fuseerde met Battel tot Pitzemburg-Battel

## Eindstand
- Voorronde

|  |    |                       | P  | W  | V  | G | Ptn |
|  | -- | --------------------- | -- | -- | -- | - | --- |
|  | 1  | Bus Fruit Lier        | 22 | 16 | 5  | 1 | 33  |
|  | 2  | RC Ford               | 22 | 15 | 7  | 0 | 30  |
|  | 3  | Royal IV Anderlecht   | 22 | 15 | 7  | 0 | 30  |
|  | 4  | Standard Liège        | 22 | 14 | 7  | 1 | 29  |
|  | 5  | RC Maes Pils Mechelen | 22 | 13 | 9  | 0 | 26  |
|  | 6  | Eural Wilrijk         | 22 | 11 | 9  | 2 | 24  |
|  | 7  | Beaulieu Ieper        | 22 | 11 | 9  | 2 | 24  |
|  | 8  | SC Avanti Brugge      | 22 | 10 | 10 | 2 | 22  |
|  | 9  | Bavi Vilvoorde        | 22 | 9  | 12 | 1 | 19  |
|  | 10 | Okapi Aalst           | 22 | 5  | 16 | 1 | 11  |
|  | 11 | Sunair BC Oostende    | 22 | 4  | 18 | 0 | 8   |
|  | 12 | Pitzemburg-Battel     | 22 | 4  | 18 | 0 | 8   |

- Eerste afdeling A

|  |   |                       | P  | W  | V  | G | Ptn |
|  | - | --------------------- | -- | -- | -- | - | --- |
|  | 1 | Bus Fruit Lier        | 32 | 23 | 8  | 1 | 47  |
|  | 2 | RC Ford               | 32 | 22 | 10 | 0 | 44  |
|  | 3 | Royal IV Anderlecht   | 32 | 19 | 12 | 1 | 39  |
|  | 4 | Standard Liège        | 32 | 19 | 13 | 0 | 38  |
|  | 5 | RC Maes Pils Mechelen | 32 | 17 | 15 | 0 | 34  |
|  | 6 | Eural Wilrijk         | 32 | 14 | 16 | 2 | 30  |

- Eerste afdeling B

|  |   |                    | P  | W  | V  | G | Ptn |
|  | - | ------------------ | -- | -- | -- | - | --- |
|  | 1 | SC Avanti Brugge   | 32 | 16 | 14 | 2 | 34  |
|  | 2 | Beaulieu Ieper     | 32 | 16 | 14 | 2 | 34  |
|  | 3 | Bavi Vilvoorde     | 32 | 14 | 17 | 1 | 29  |
|  | 4 | Okapi Aalst        | 32 | 10 | 21 | 1 | 21  |
|  | 5 | Sunair BC Oostende | 32 | 10 | 22 | 0 | 20  |
|  | 6 | Pitzemburg-Battel  | 32 | 7  | 25 | 0 | 14  |

1928 · 1929 · 1930 · 1931 · 1932 · 1933 · 1934 · 1935 · 1936 · 1937 · 1938 · 1939 · 1940 · 1941 · 1942 · 1943 · 1944 · 1945 · 1946 · 1947 · 1948 · 1949 · 1950 · 1951 · 1952 · 1953 · 1954 · 1955 · 1956 · 1957 · 1958 · 1959 · 1960 · 1961 · 1962 · 1963 · 1964 · 1965 · 1966 · 1967 · 1968 · 1969 · 1970 · 1971 · 1972 · 1973 · 1974 · 1975 · 1976 · 1977 · 1978 · 1979 · 1980 · 1981 · 1982 · 1983 · 1984 · 1985 · 1986 · 1987 · 1988 · 1989 · 1990 · 1991 · 1992 · 1993 · 1994 · 1995 · 1996 · 1997 · 1998 · 1999 · 2000 · 2001 · 2002 · 2003 · 2004 · 2005 · 2006 · 2007 · 2008 · 2009 · 2010 · 2011 · 2012 · 2013 · 2014 · 2015 · 2016 · 2017 · 2018 · 2019 · 2020 · 2021